# 鳥取県道258号御熊白兎線
鳥取県道258号御熊白兎線（とっとりけんどう258ごう みくまはくとせん）は、鳥取県鳥取市を通る一般県道である。

## 概要
鳥取市御熊から鳥取市白兎に至る。

### 路線データ
- 起点：鳥取県鳥取市御熊（鳥取県道21号鳥取鹿野倉吉線交点）
- 終点：鳥取県鳥取市白兎（国道9号交点）

## 地理

### 通過する自治体
- 鳥取県
  - 鳥取市

### 交差する道路
| 交差する道路               | 交差する場所 | 交差する場所 |
| -------------------------- | ------------ | ------------ |
| 鳥取県道21号鳥取鹿野倉吉線 | 御熊         | 起点         |
| 国道9号 / 鳥取西道路       | 内海中       | [ 注釈 1 ]   |
| 国道9号                    | 白兎         | 終点         |

### 交差する鉄道
- 山陰本線

### 沿線
- 白兎海岸
- 道の駅神話の里 白うさぎ（終点付近）